# Stará Paka
Stará Paka là một làng thuộc huyện Jičín, vùng Královéhradecký, Cộng hòa Séc.